# مارتا سڤيد
مارتا سڤيد (بالإنجليزية: Márta Svéd)‏ (1910 - 30 سبتمبر 2005) عالمة رياضيات مجرية انتقلت إلى أستراليا في الثلاثينيات وعملت كمدرسة للرياضيات في جامعة أديلايد. كانت تبلغ من العمر 75 عامًا عندما حصلت على الدكتوراه في عام 1985. وكتبت المرجع «رحلة إلى الهندسة» عام 1991، وفازت بجائزة BH Neumann في عام 1994 لمساهماتها في تعليم الرياضيات في أستراليا.

## النشأة
كانت مارتا سڤيد في نفس فصل المدرسة الثانوية في بودابست مع إستر كلاين. أصبحت مهتمة بالرياضيات من خلال مجلة مجرية لعلماء الرياضيات في المدرسة الثانوية، ومن خلال عمود حل المشكلات، حيث كان بول إيردوس أيضًا مشاركاً منتظمًا. 
احتلت المركز الثالث في المسابقة الوطنية المجرية للرياضيات في المدارس الثانوية، لتسبق بذلك بال توران الذي أصبح زوجها المستقبلي، والمهندس المدني جورج سفيد.  وبسبب القيود المفروضة على اليهود في المجر في أواخر العشرينيات من القرن الماضي، لم يتمكن سوى طالبين من فصلهم من دراسة العلوم أو الرياضيات في جامعة بودابست؛ فأخذت مارتا منصب الرياضيات، وبدلاً من ذلك درست كلاين الفيزياء. 

## حياتها فيما بعد
انتقلت مارتا وزوجها إلى أستراليا في عام 1939 وأنجبا ابنًا وابنة واحدة. أصبحت رئيسة قسم الرياضيات في مدرسة ويلدرنس، وهي مدرسة ثانوية خاصة في أديلايد للبنات، وفي نفس العام ساعدت في تأسيس أول مجلة أسترالية للرياضيات في المدارس الثانوية. 
في غضون ذلك، تزوجت صديقتها القديمة كلاين من عالم الرياضيات جورج سزكيريس وهربت من أوروبا إلى شنغهاي. وبعد الحرب العالمية الثانية، تقاسمت عائلتا سزكيريس وعائلة مارتا شقة صغيرة في أديلايد.
توفيت مارتا سڤيد في 30 سبتمبر 2005، بعد يومين من وفاة صديقيها، جورج وإستير سزكيريس، اللذين ماتا في غضون ساعة واحدة من بعضهما البعض. تم دفنها في مقبرة سينتينيال بارك، باسادينا، جنوب أستراليا.

## إسهامات
في عام 1985، حصلت على درجة الدكتوراه من جامعة أديلايد، في سن 75. أطروحتها كانت عن الهندسة المنتهية، وأشرف عليها راي كاس. ألفت كتابها عام 1991 «رحلة إلى الهندسة» وصفه المراجع دافيد توماس بأنه «رحلة من نوع أليس إلى بلاد العجائب في الهندسة اللا إقليدية».
كتاب زوجها المنشور بعد وفاته Two Lives and a Bonus (Peacock Publications، 2006) يوثق حياتها المبكرة في بودابست.

## تكريم وجوائز
فازت مارتا بجائزة BH Neumann في عام 1994، وقد نالت هذه الجائزة لفضلها على وجه الخصوص في ازدهار مسابقات الرياضيات في أستراليا ونجاح أستراليا في مسابقات الرياضيات الدولية. 
تقدم جامعة أديلايد منحة دراسية لعالمات الرياضيات على اسمها تخليداً لذكراها.